# Toxic Holocaust
Toxic Holocaust is een Amerikaanse thrashmetalband, die in 1999 werd opgericht in Portland (Oregon)

## Bezetting
Oprichters
- Joel Grind (zang, e-gitaar, e-basgitaar, drums)

Huidige bezetting
- Joel Grind (zang, e-gitaar, e-basgitaar, drums)
- Nick 'Nikki Rage' Bellmore (drums)
- Phil 'Philthy Gnaast' Zeller (e-basgitaar, sinds 2008)

Voormalige leden
- Al 'Altillery' Chambers (drums, 2008–2009)

Sessie-, toer- en gastleden
- Donny Paycheck (drums, 2008) - sessie
- Sebastian Engelhardt (drums, 2006) - (toer)
- Steve Kuhr (e-basgitaar, 2006) - (toer)
- Detonator (e-basgitaar, 2006) - (toer)
- Jamie Walters (e-basgitaar, 2006) - (toer)
- WhipStriker (e-basgitaar, 2006) - (toer)
- Hugo Golon (drums, 2006) - (toer)
- Bobby Steele (e-gitaar, 2005) - (gast)

## Geschiedenis
De band werd in 1999 opgericht door Joel Grind. Grind schreef alle teksten zelf en nam ook alle instrumenten zelf op en publiceerde twee demo's en verschillende split-publicaties met Radiation Sickness (1999) en Critical Mass (2002). In 2003 nam hij het debuutalbum Evil Never Dies op, dat werd uitgebracht in het najaar van 2003. Daarna volgden enkele kleinere tournees. Grind publiceerde in de volgende jaren ook verschillende ep's en split-publicaties. Het tweede album Hell on Earth werd opgenomen in de logeerkamer van Grind en opnieuw door hemzelf gemaakt. Het album werd in het najaar van 2005 uitgebracht. De hoes is gemaakt door Ed Repka. Voor de rest van 2005 en 2006 volgden eigen reizen door de Verenigde Staten, Japan, Australië, Europa, Canada en Brazilië.
In 2007 volgde de Hell-on-Earth-tournee met bands als Municipal Waste, 3 Inches of Blood en Skeletonwitch. Ondertussen schreef Grind nieuwe stukken en stuurde ze naar verschillende labels. In 2008 werd hij gecontracteerd door Relapse Records. Na een tournee door de Verenigde Staten met Hate Eternal en Soilent Green, nam de band in mei 2008 An Overdose of Death op in de Soundhouse Recording Studios in Seattle, Washington. Het werd geproduceerd door Jack Endino (High on Fire, Dwarves, Zeke) en werd in hetzelfde jaar uitgebracht. Dit werd gevolgd door optredens in Noord-Amerika op de At-the-Gates reünietournee, samen met Darkest Hour en Municipal Waste. Het volgende album Conjured and Command werd op 15 juli in Europa en op 19 juli 2011 in de Verenigde Staten uitgebracht bij Relapse Records.

## Stijl
De band speelt thrashmetal, dat sterk beïnvloed wordt door punk. Toxic Holocaust wordt vergeleken met bands als Venom, Discharge, Motörhead, D.R.I., The Exploited en Slayer.

## Discografie

### Demo's
- 1999: Radiation Sickness (Nuclear Hell Records)
- 2002: Critical Mass (Eigenveröffentlichung)
- 2004: Promo 2004 (Eigenveröffentlichung)
- 2007: Demo 2007 (Relapse Records)

### Livealbums
- 2007: Live – Only Deaf is Real (Misanthropic Propaganda Productions)

### Compilaties
- 2004: Toxic Thrash Metal (Iron Fist Kommando)
- 2007: Thrashing Like a Maniac (Earache Records)
- 2008: Levil Uniform Magazine Compilation #1
- 2013: From the Ashes of Nuclear Destruction (Relapse Records)

### Splits
- 2001: Toxic Holocaust / Oprichniki (met Oprichniki, eigen publicatie)
- 2002: Implements of Mass Destruction / Nuclear Apocalypse:666 (met Hellacaust, Skull Fucking Metal)
- 2004: HRPS Vol.1 (met Funeral Shock, Carniceria en Morbosidad, Nuclear War Now! Productions)
- 2004: Outbreak of Evil (met Bestial Mockery, Nocturnal en Vomitor, Witching Metal Records)
- 2004: Thrashbeast from Hell (met Nocturnal, Witchhammer Productions)
- 2005: Blasphemy, Mayhem, War (met Evil Damn en Chainsaw Killer, Warhymns Records)
- 2006: Don’t Burn the Witch… (met Minotaur, Goat Messiah en Evil Angel, Midnight Records)
- 2008: Speed n’ Spikes Volume 1 (met Blüdwülf, Relapse Records)
- 2010: Toxic Holocaust / Inepsy (met Inepsy, Tankcrimes Records)

### Ep's
- 2003: Death Master (Gloom Records)
- 2004: Power from Hell (Iron Bonehead Productions)
- 2006: Reaper’s Grave (Gloom Records)
- 2009: Gravelord (Relapse Records)

### Albums
- 2003: Evil Never Dies (Witches Brew Records)
- 2005: Hell on Earth (Witches Brew Records)
- 2008: An Overdose of Death… (Relapse Records)
- 2011: Conjure and Command (Relapse Records)
- 2013: Chemistry of Consciousness (Relapse Records)
- 2019: Primal Future: 2019 (eOne Music)